# Ляо
Империя Ляо (монг. Хидан улс, кит. трад. 遼朝, упр. 辽朝, пиньинь Liao chao, палл. Ляо Чао) — государство киданей, которое занимало просторы Северо-Восточного Китая с момента основания киданьской государственности племенным вождём Абаоцзи (Амбагай) в 907 году до её разгрома в начале XII века в результате мятежа чжурчжэней. Столицы — Шанцзин, Ляоян (восточная), Датун (западная), Наньцзин (южная, в районе современного Пекина).

## История
Кидани с V века являлись значительной силой в Маньчжурии. И хотя им удавалось наносить поражения армиям империи Тан, создать централизованное государство они смогли лишь к 907 году.
Киданьская государственность эпохи пяти династий и десяти царств уникальна в том отношении, что предполагала одновременное мирное сосуществование двух родственных государств — северного, в котором соблюдались традиционные для Великой Степи обычаи и иерархия, и южного, построенного по образцу Танской империи, которой оно пришло на смену.
Подобно владевшим китайскими землями кочевым династиям последующих эпох, киданьские властители поначалу сознательно противодействовали неизбежной в таких случаях китаизации. Они старались сохранять шаманские обряды, пищу и одежду степняков. Китайский язык старались не употреблять, разработали собственную систему письменности.
По приказу Амбагая в 920 году было создано большое киданьское письмо (из 1460 знаков), и в конце года императорским указом было приказано обнародовать его и ввести в употребление. В 925 году Деле — младшему брату Амбагая — была поручена встреча уйгурских послов; он в короткий срок выучил уйгурский язык, а потом создал малое киданьское письмо (из 350 знаков).
В 906 году Ляо атаковало государство Бохай. После двадцатилетнего сопротивления Бохай всё же пало в 926 году.
В начале XI века кидани вступили в борьбу за северные провинции Внутреннего Китая с нововоцарившейся в Кайфэне династией Сун. С 1004 года сунские императоры выплачивали дань Ляо, а последние впитывали культуру и традиции сунского Китая.
В 1125 году прежде подвластные киданям чжурчжэни под руководством Ваньяня Агуды подняли мятеж и при содействии сунского Китая вытеснили киданей в Среднюю Азию, где те создали государство Западное Ляо. Западное Ляо сохранило многое из китайской культуры, воспринятой киданями, и в поздней учёной традиции рассматривается как настоящая китайская династия. Чжурчжэни заменили киданьскую империю собственным государством Цзинь.

## Управление
Система управления киданей базировалась на разделении власти между 8 племенами. Где-то в 8 веке у киданей выделились военные вожди, осуществлявшие небольшие походы. Верховная власть принадлежала кагану, который зависел от совета восьми племён. Захватив власть, Абаоцзи учредил должность тииня без чётких полномочий и назначил первым тиинем своего брата Лахэ (Сала). В образовании у киданей правительства по китайскому образцу ключевую роль сыграл Хань Яньхуэй ставший при Абаоцзи чжуншулином (начальник дворцового секретариата), а позже панчжанши (советником императора).
В 910 году у киданей появились канцлеры (кит. цзайсян), первым канцлером стал старший брат императрицы. Впоследствии цзайсяны назначались именно из рода императрицы, власть тииней и юйюэ (традиционный титул второго лица после кагана) постепенно ослабла.
В начале Ляо функции правительства исполнял двор императора. Этот двор был кочевой и перемещался вместе с императором, который перемещался между столицами в течение года, устраивая в промежутках облавные охоты. Власть сосредотачивалась в Тайном совете при императору. Его состав не был определён или стабилен. Туда входили важнейшие юйюэ (военные вожди без определённых полномочий), тиини («помощники» императора-кагана), канцлеры, представители родов Елюй и родственники императрицы, а также просто доверенные лица императора. Собственно многие «чиновники» были просто родственниками или ставленниками представителей родов Елюй и Сяо, и не занимались сами каким-либо администрированием, а просто занимали должность и находились в свите патрона. Даже после установления системы пяти столиц, киданьские императоры бо́льшую часть времени проводили не в городах, а во временных военных лагерях «набо», где охоты и пиры перемежались с собраниями чиновничества. Для управления текущими делами чиновники обычно перемещались в Среднюю столицу.
В целом страной руководило два больших и разветвлённых рода — Елюй — род императоров, и Сяо — род императриц. Род Елюй делился со времён Абаоцзи на 5 подразделений — ветвь Абаоцзи и 6 подразделений — боковые ветви. Прямые потомки Абаоцзи относились к «хэн чжан» — поперечным шатрам, а потомки его дядей и братьев к «саньфу фан» — трём ответвлениям отцовской семьи. Род Сяо был уйгурского происхождения и делился на много ветвей. Все представителя Елюй женились только на дочерях рода Сяо. В первой половине XI века был принят ряд указов, объявлявших какие ветви рода Сяо могут предоставлять жён старшим ветвям рода Елюй.
В 921 году были введены китайские чины и ранги. Чиновники были разделены по двум «администрациям»: северной (Бэйфу), ведавшей киданями и другими кочевниками и южной (Наньфу), ведавшей китайцами. Ключевым органом была северная администрация. Возглавляла её два канцлера — северный и южный. На должности северных канцлеров систематически назначались представители рода Сяо, что ослабляло мятежную киданьскую знать. Южным канцлером назначался представитель рода Елюй, он надзирал за племенами иши, чутэ, туцзюй, считавшиеся ненадёжными. Северной канцелярии был подчинён Секретариат ведавший всей императорской корреспонденцией и указами. Великий «линья» был верховным учёным и занимался составлением официальных документов и системой экзаменов.
Южная администрация — Наньфу копировала структуру и ранги чиновничества империи Тан. Основная часть состояла из шести министерств: чинов, наказаний, налогов, церемоний, общественных работ, военных дел. Была также конфуцианская академия — Ханьлинь. Южная администрация подбирала кандидатуры генерал-губернаторов южных провинций, а уже генерал-губернатор назначал всех остальных местных чиновников. Китайские чиновники не имели непосредственного доступа к императору они обращались к нему только заочно. До 1114 года они даже не принимали участия в решении важнейших вопросов.
В пяти столицах были свои наместники с военной и гражданской администрацией разной структуры. В Западной столице сосредоточены военные органы, в Южной и Средней — финансовые и фискальные.
Верховным судьёй был «илиби» ему подчинялось много судей поменьше. Существовал дуализм: между собой кидани руководствовались своими обычаями, а китайцы письменным правом. Конфликты между этими категориями и рассматривали илиби.
Отдельными племенами могли управлять и генерал-губернаторы называемые цзедуши. Киданьские племена сохранили должности военных вождей — илицзинь ((по китайским источниками, возможно от тюркского irkin — «правитель» или монгольского erkin — «главный»), они же ведали судом в своих племенах.

Несвободное население делись на категории «Буцюй» принадлежали отдельным лицам, но не освобождались и от государственных обязательств. Гунху, гунфэньху, чжуаньху — были государственными рабами, большей частью военными поселенцами, сочетавшими службу и землепашество. «Шу шань» — были государственными ремесленниками, они не несли других повинностей кроме предоставления своей продукции государству. Настоящих рабов было не там много, главным образом это были рабы киданьских аристократов и монастырей. Положение их было различно, но их было запрещено убивать самовольно. Законом 1013 года было ограничено долговое рабство

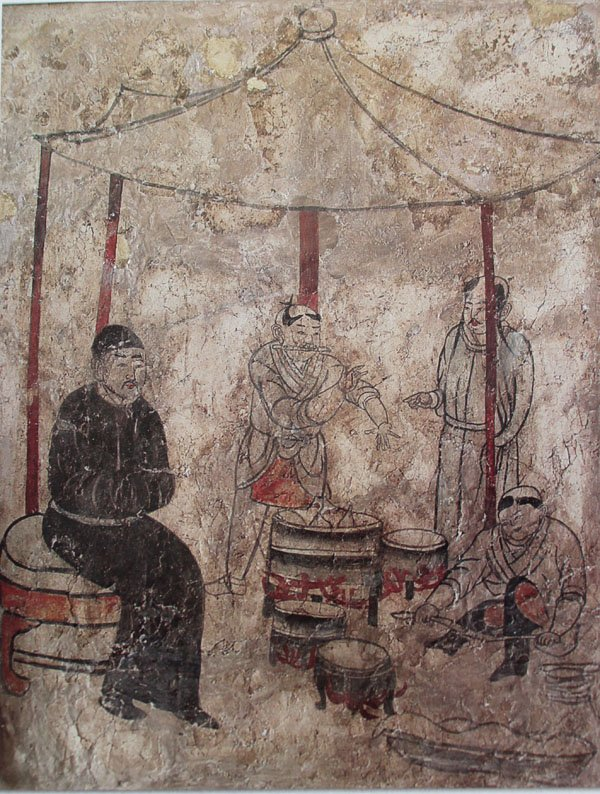
Кидани готовят еду. Ляоская могила в Аохань

### Главные чиновники
- Шумиши — глава военного совета. Входил в Северную администрацию, где возглавлял военное ведомство.
- Два великих вана — два чиновника — дин от Северной администрации, другой от южной. Возглавляли министерство финансов.
- Илиби — верховный судья.
- Сюаньхуэйши — возглавляет министерство казённых работ
- Дилемаду — глава министерства обрядов.
- Два цзайсяна — назначались с 910 года. Возглавляли правительство.
- Тиинь — должность учреждена Абаоцзи для своего брата, без чётких полномочий. Впоследствии ведал делами рода Елюй.
- Линья — возглавляет комиссию на госэкзаменах.
- Юйюэ — должность существовавшая ещё в конфедерации киданей до Абаоцзи. Впоследствии на эту должность назначались императорские советники.

## Города и административное деление
Абаоцзи начал создавать Ляо с получения контроля над городами, где проживало оседлое население. Хотя обычные кидани оставались кочевниками, именно города стали опорными пунктами власти киданьских императоров в растянутой империи. Судя по раскопанным ляоским городах, кидани специально оставляли обширные незастроенные пространства внутри городских стен. Вероятно, пустые участки предназначались для установки юрт или выпаса лошадей. Знатные кидани имели в столицах специальные постаменты на которые они устанавливали свои шатры. Киданьские императоры предпочитали жить и править страной не из дворцов, а из роскошных шатров, которые могли устанавливаться внутри городских стен или на открытой территории во время продолжительных облавных охот или перекочёвок.
Кидани заимствовали танскую систему пяти столиц, которая была полностью сформирована к 1044 году. Первоначально, двор киданьского императора перемещался в течение года по 4 «башням» (кочевьям) для управления страной. Впоследствии кидани заимствовали градостроительные традиции китайцев, бохайцев, уйгуров. Наработки киданей были впоследствии использованы чжурчжэнями, которые стали строить города на большей площади с усиленными оборонительными сооружениями.
Верхняя столица была построена по приказу Абаоцзи в 918 году за 100 дней. Периметр стен города составлял примерно 10,8 км. Город представлял в плане прямоугольник, разделённый рекой: одна часть — «императорский город», и вторая часть — поселение китайцев. Руины на территории аймака Байрин-Цзоци в 1,5 км на юг от города Линьдун. В городе были построены буддийские, даосские и конфуцианские храмы. В 926 был построен дворец для Абаоцзи. Верхняя столица считалась главной.
Восточная столица находилась на территории покорённого государства Бохай. Ныне это Ляоян. Статус столицы он получил в 938 году.
Западная столица находилась на территории Шаньси в городе Датун.
Южная столица — нынешний Пекин получила свой статус в 938 году. Периметр стен составлял 14,4 км.
Средняя столица — Даминчэн была основана на землях кумоси в 1007 году. Ныне это Нинчэн. Периметр стен составлял около 15 км. Позже в городе был построен храм предков со статуей императора Цзин-цзуна.
В административном смысле Ляо делилась на: 5 столиц — они управлялись независимо от окружающей территории, шесть областей — фу (府), 156 округов (префектур) — чжоу (州), сюда же относились воеводства — цзюнь и города — чэн, 209 уездов — сянь (县), 52 племени — буцзу, 60 вассальных владений (шу го).

## Хозяйство

### Сельское хозяйство
Кидани были кочевниками и держали крупный и мелкий рогатый скот. В их жизни большую роль играла охота и рыбная ловля на реках. Абаоцзи, ещё до прихода к власти, привлекал к себе китайцев частью из пленников, частью из перебежчиков. Хань Яньхуй, беглец из Сун и бывший императорский советник, организовал на землях киданей китайские поселения с администрацией, стенами, торговлей и земледелием. Где-то после 902 года был основан первый китайский город — Лунхуачжоу.

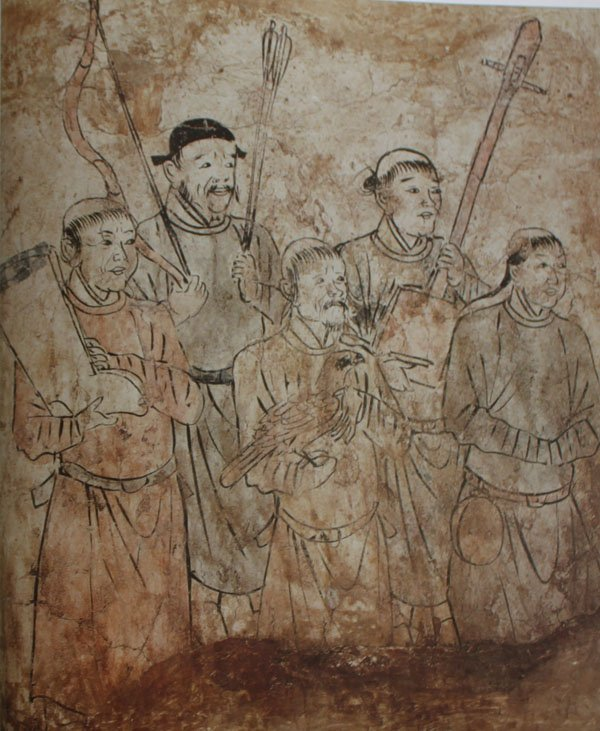
Фреска «Отправление на охоту с соколом на руке» из Ламагоу в Аохан-Ци

При Ляо кидани продолжали разводить лошадей, коров, овец, коз, верблюдов, и, возможно, оленей. Императорские табуны лошадей насчитывали около 1 млн голов. и предназначались для снабжения армии. Для управления табунами были назначены специальные чиновники, надзирающие за пастухами. Киданьские лошади, в основном, были малорослы и хорошо передвигались по лесам. Основу питания киданей составляла баранина. При последнем киданьском императоре для нужд двора забивалось 300 овец в день. Коровы содержались ради молока. Быков впрягали в телеги. Разведение верблюдов было заимствовано от уйгуров. Верблюдов использовали для перемещения кибиток и повозок. Это было довольно дорогое животное, стоившее около 8 овец (бык стоил 3 овцы). Коз держали немного: кости найдены в могилах, иногда козлы попадаются на фресках. Скорее всего козлов использовали в качестве вожаков для овечих отар. Судя по найденным костям, кидани держали и немного свиней и кур. Кроме того свиней разводили китайцы, живущие в городах. Судя по фрескам, кидани разводили и немного оленей: на фреске из могилы Хурэ-цы изображён олень, которого кидани впрягаю в повозку.
Земледелие было уделом китайских и бохайских подданных империи. Как вспомогательная отрасль хозяйства земледелие было и у киданей. Самым распространенным злаком было клейкое просо. Также выращивались арбузы (их получили от уйгуров), бобовые, конопля. На юге китайским населением выращивался рис, ячмень, пшеница, шелковица. На севере огороды устраивали на поднятых над землёй грядках. Лучшие земли империи были отданы под государственные пастбища или, где это было возможно, поля переселенцев из земледельческих районов, что привело к ухудшению положения рядовых кочевников-киданей.
Охота хоть и не являлась важной отраслью хозяйства, как во времена до образования Ляо, продолжала играть важную роль в жизни киданьского двора. Главными объектами охоты являлись олени и лоси. Охотились также на кабана, пушного зверя (соболь, лисица, выдра, горностай), зайцев, водоплавающую птицу, тигров и барсов. Императорской считалось облавная охота. При этом много сотен киданьских всадников образовывало цепь и сгоняло зверя на стрелков. Эта охота считалось государственным делом и военным упражнением. Была также охота с приманкой и манками — известно, что при императорах Ляо лучшими маньщиками были чжурчжэни. Охота с сетями известна по текста указов императоров. При дворе также любили охоту с соколами и орлами — птиц также поставляли чжурчжэни.
Рыболовство традиционно играло важную роль в жизни киданей. Сам император раз в год был обязан провести ритуальную рыбалку — «Праздник первой рыбы», когда император лично должен был поймать калугу. Обычно рыбу ловили через прорубь, чаще всего на Сунгари.

### Ремёсла
Ещё до образования империи кидани были умелыми ремесленниками и обеспечивали себя необходимыми в кочевом быту вещами. В частности, киданьские сёдла активно завозились в Китай. Железоплавильни были учреждены ещё при отце Абаоцзи. Впоследствии производством железа в Ляо стали заниматься бохайцы в районе Ляохэ, Шара-Мурэн, нагорья Жахэ и гор Ляоси. Золото и серебро добывали на истоках реки Ляохэ. Находят и изделия из меди и бронзы. О мастерстве лаоских кузнецов могут свидетельствовать погребальные проволочные костюмы: анализ костюма из Хаоцаньин показал, что он сделан из медной проволоки с содержанием меди около 96,3 % и толщиной всего 0,5-0,8 мм.
Киданьская посуда хорошо известна археологам. Изготовлялась она из глины на гончарном круге. Мастерские по производству фарфора раскопаны в д. Гангуаньтунь, Дагуаньтунь и Ганваяотунь. В декоре преобладали растительные мотивы, особо часты цветы пиона. Гончарные мастерские располагались в окрестностях ляоских столиц. Уже в X веке были частные и государственные мастерские, которыми управляли специальные чиновники. Для обжига использовали дрова и солому, а для печей близ Пекина — каменный уголь. Некоторые специфические ляоские сосуды, скорее всего, по форме имитируют изделия из кожи — флиги и дерева — квадратные блюдца.

## Армия

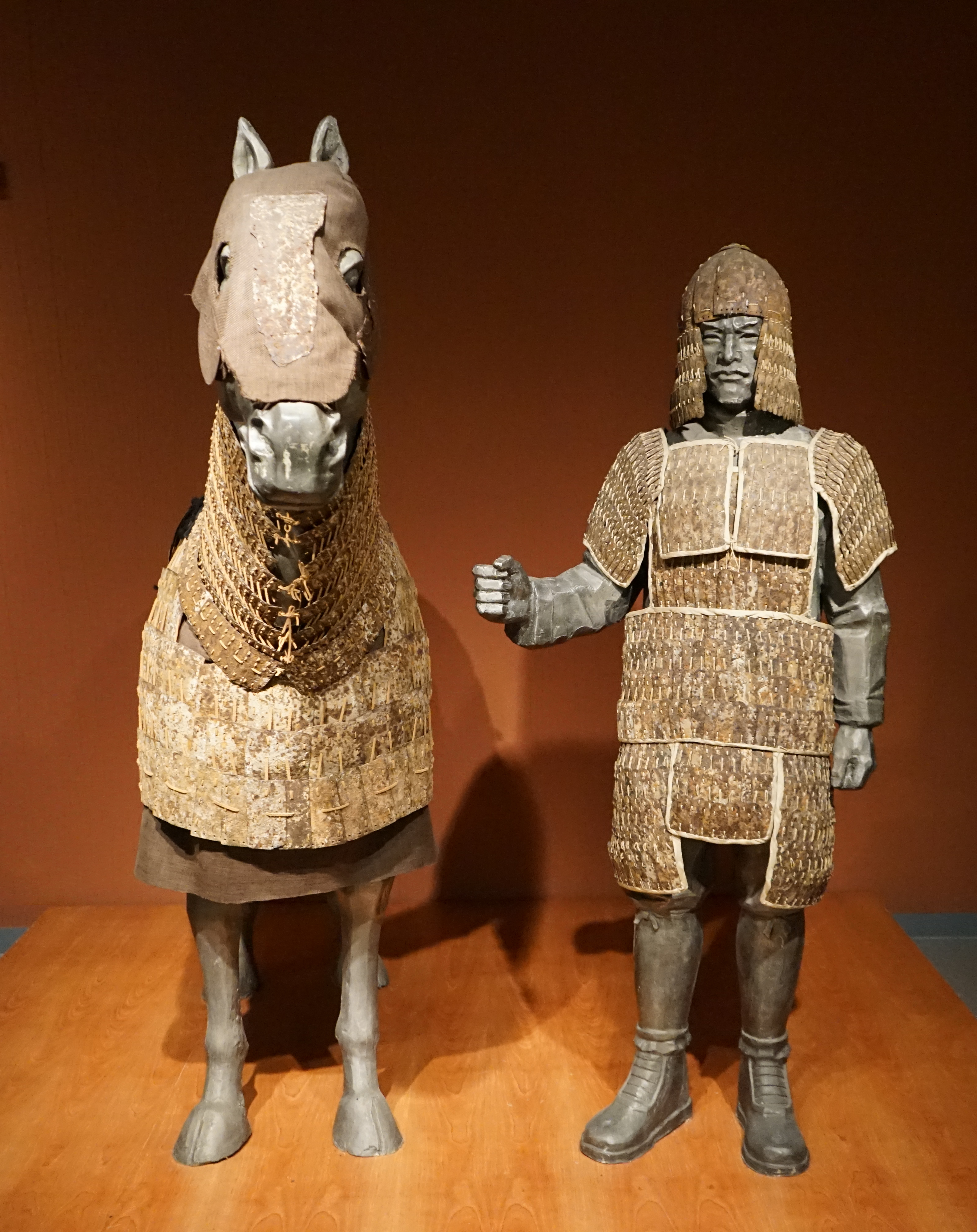
Киданьский кавалерийский доспех

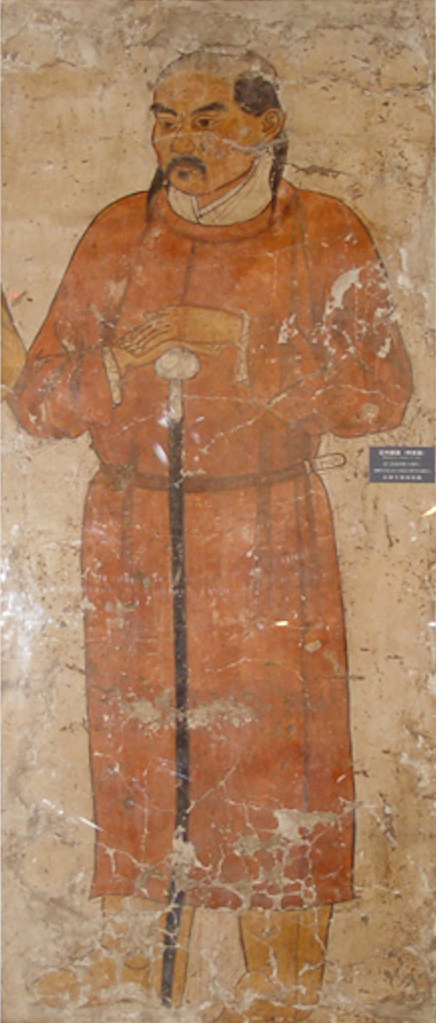
Киданьский гвардеец

Первой собственно «киданьской» армией стала сувэйцзюнь — «войско, охраняющие ставку» — личная гвардия кагана, набранная из 2000 лучших молодых воинов всех восьми племён. Первым командиром стал Елюй Хэлу. Эта гвардия была создана Абаоцзи около 910 года.
Позже киданьское население от 15 до 50 лет было занесено в списки и разбито на десятки, сотни и тысячи. На одного воина должно было приходиться 3 лошади, 1 фуражир, 1 слуга. Из снаряжения: железные латы из 9 частей, чепрак, узда, латы для коня (железные или кожаные для животного послабее), 4 лука, 400 стрел, 2 копья (длинное и короткое), булаву-гудо, топор, алебарду, флажок, молоток, шило, огниво, лохань, 10,3 литров провианта (муки, поджаренной на масле), мешок, крюк, зонт, 64 метра верёвки для лошадей. В походе воины должны были снабжать себя сами, обычно это означало грабёж населения.
Мобилизация производилось посредством направления вождям киданьских и некоторых союзных (кумоси) племён и наместникам столиц специальных бирок (пайцза). После этого они должны были ждать от императора пароля: каждому присылалась половина специального значка в виде золотой рыбки, вторая половина хранилась у каждого их командующих. Если половинки совпадали, войска выдвигались в поход. Войну начинали с обязательных жертвоприношений и молитв духам. Обычно воевали с осени по весну. Лагеря не делали укреплёнными, но высылали дозоры.
Основой ляоской армии стал «ордо». Ордо представлял личную гвардию императора. После смерти императора ордо становилось охраной его мавзолея и новый император собирал своё ордо. Ордо было рассредоточено по 5 столицам и собиралось на основании специального распоряжения быстрее чем ополчение киданьских племён. Численность ордо достигала 100 000 воинов лично преданных императору. Каждый следующий император собирал ордо из членов семей ордо бывшего императора (кроме тех, что становились охраной мавзолея покойного императора). Ордо кормилось за счёт приписанных к нему дворов китайцев и бохайцев. В 926 году 6000 воинов-ордо обслуживались 15 000 дворов, в дальнейшем 140 000 дворов кормили 76 000 ордо.
Ордо было разбито на полки по 500 или 700 человек, 10 таких полков составляли дивизию, 10 дивизий — армию.
Воины ордо сражались как тяжёлая кавалерия, причём доспехи носили и всадники и кони. На вооружении находились копья, луки, мечи и булавы с длинными рукоятями, которые можно видеть на фресках. Каждого воина сопровождал фуражир и слуга. Фуражиру, обычно, давали доспехи и оружие. Слуга мог сопровождать воина и без оружия.
Ляоская армия, обычно, располагалась на поле боя тремя линиями: в первой располагалась лёгкая кавалерия, во второй всадники в доспехах, в третьей тяжёлая кавалерия на бронированных конях (чаще всего это и были «ордо»). Китайцы и бохайцы использовались как пехота: мечники, арбалетчики, обслуга осадных машин, главным образом при осадах. Иногда местное население сгонялось для использования в качестве первой волны атаки — своеобразного «живого щита». Полки ордо вступали в бой по очереди: по команде один полк из 500 или 700 человек атаковал линию противника и если им не удавалось пробиться, то полк отступал, а другой в это время начинал атаковать. Если линия противника была прорвана в одном месте, то все полки начинали наступление одновременно. Такая тактика применялась если противник оставался в обороне и сам не предпринимал активных действий. Сигналы подавались флажками и барабанами. Кидани не любили прорывать упорно сопротивляющийся строй врага, но предпочитали обождать 2-3 дня, восстанавливая за это время силы и ожидая ослабления решимости противника. В пыльной местности использовали хитрость: посылали перед строем врага скакать фуражиров с мётлами, прикреплёнными к хвостам коней, когда поднималась сильная пыль, враги не видели, с какой стороны и сколько ляосов их атакует. В бою используют систему паролей (названия гор и рек Ляо) для передачи сообщений частям.
Каждое киданьское племя выставляло (имеется в виду ополчения племён, а не воинов-ордо) минимум 1000 воинов для похода. Другие племена призывались время от времени и обычно в качестве вспомогательных войск, пехоты, редко конницы. При этом оружие им выдавали только перед боем. Бохайцы выставляли 10 000 пехоты и всадников. Киданьские аристократы могли также держать свои дружины до 1000 всадников. Гарнизоны охраняли города, но в походах не участвовали.
Всего Ляо могло собрать несколько сот тысяч воинов. Для полномасштабной войны собирали около 150 000 воинов (вместе со вспомогательными частями). Если собирали 60 000, то устраивали крупный набег без осады городов.
Отличные изображения ляоских воинов можно найти в иллюстрированном свитке работы императора Гао-цзуна, содержащем к поэму Лю Шана (VIII век) о жизни Цай Вэньцзи в плену у хунну — «Хуцзя шиба пай». Хотя в поэме почувствуется о временах поздней Хань и Троецарствия, Гао-цзун использовал в рисунках кочевников-хунну современных ему киданей (и возможно чжурчженей). На одном из рисунков можно видеть предположительно ляоского военачальника в золочённых ламеллярных доспехах, окружённого оруженосцами и слугами.

## Письменность
В 920 году Лубугу, племянник Абаоцзи, и Елюй Тулюйбу создали идеографическое киданьское письмо, которое не получило широкого распространения. В 925 году Дэла Юньдухунь создал фонетическое письмо.

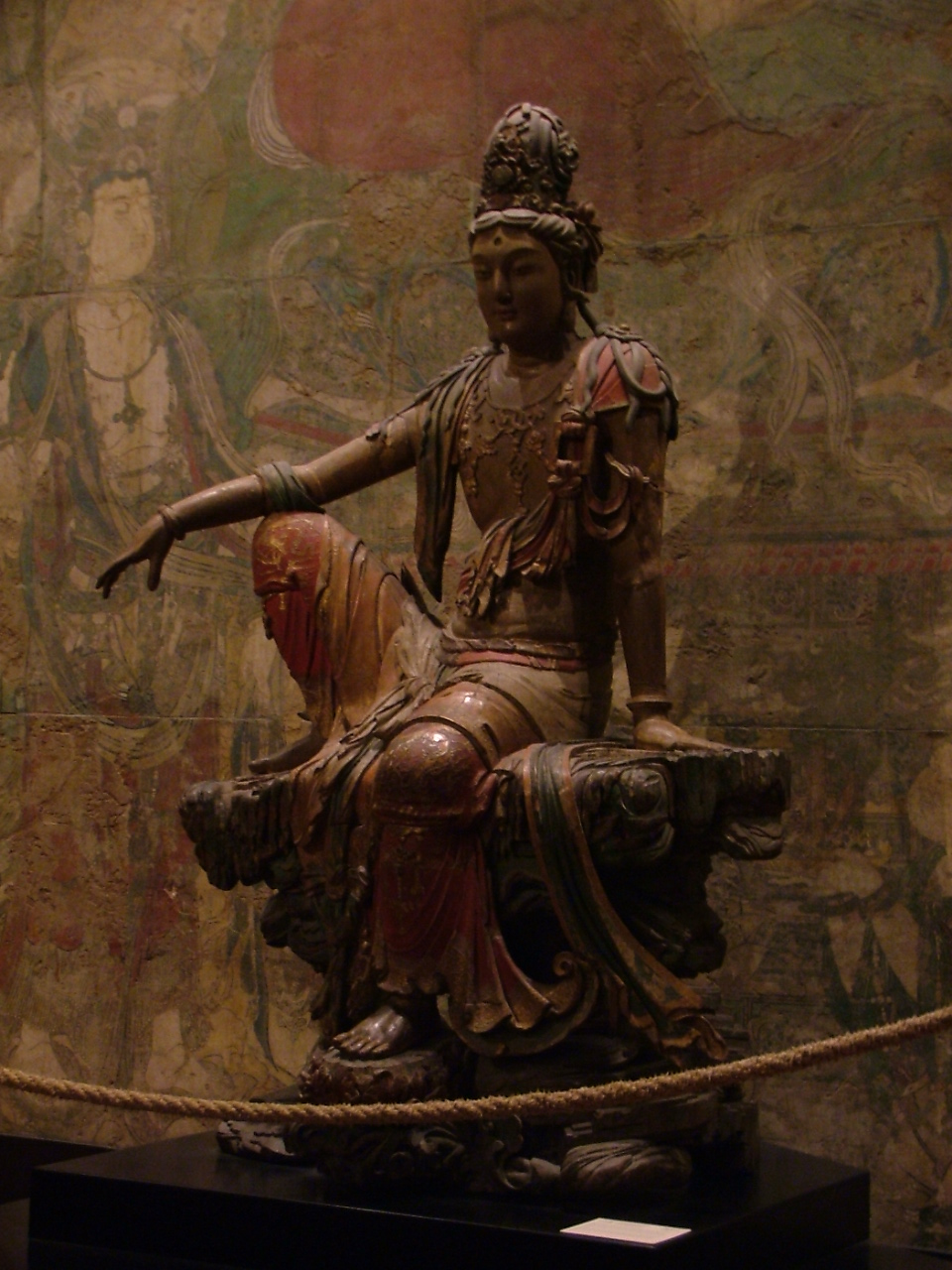
Статуя Гуань Инь эпохи Ляо

## Религия
Первоначально кидани имели храм предков у подножия горы, где, по их верованиям, обитали предки восьми киданьских племён.
Абаоцзи стал официально покровительствовать буддизму и способствовал его распространению среди киданей. Киданьские императоры и аристократы стали дарить буддийским монастырям сотни крестьян, которые фактически обращались в рабов. Постепенно буддийская община сделалось крупнейшим землевладельцем в Ляо. Так 100 монахов их Гуаньцзи владели 3000 му земли, 7 000 фруктовых деревьев, 70 гостиницами, лавкой ростовщика и капиталом из 5 000 связок монет. Монастыри не облагались налогами.
В 916 году был построен храм Конфуция. Интересно, что подтолкнул императора к этому шагу старший сын — наследник, который был заинтересован в распространении китайской традиции наследования престола от отца к сыну, вместо киданьской родовой — от одного брата к другому. Впоследствии сунский посол Кун Даофу, сам потомок Конфуция в 45-м поколении, нашёл киданьское понимание образа великого учителя весьма вульгарным.
Сто лет спустя после Абаоцзи император Шэн-цзун прославился как покровитель буддизма. Кидани считали буддизм «уйгурской» религией, а не китайской, и следовательно лишённой политической базы, а значит угрозы киданьскому правлению. Хотя буддизм мог быть очень распространён среди киданьской знати, неизвестно насколько он проник в массу обычных кочевых киданей. Впоследствии в каждой из киданьских столиц были конфуцианские, буддийские и даосские храмы, а иногда и храмы императоров-предков. Сами императоры, независимо от личных предпочтений, совершали все обряды киданьского анимизма.
Некоторое распространение в западных землях Ляо и мело и манихейство, распространяющееся уйгурами. Уйгуры считались союзным киданям народом, а уйгурский род Сяо предоставлял невест царствующей киданьской династии династии Елюй. Кидани-манихеи упоминаются арабским историком Ибн ал-Асиром в записи о событиях XIII века, то есть уже после распада великого Ляо, когда часть киданей образовала державу Кара-киданей, где влияние уйгур было ещё значительнее.

## Правители государства Ляо
С VII века правители киданей принадлежали к роду Дахэ, затем с 874 до 906 правил представитель рода Яолянь, а с 906 — род Елюй.

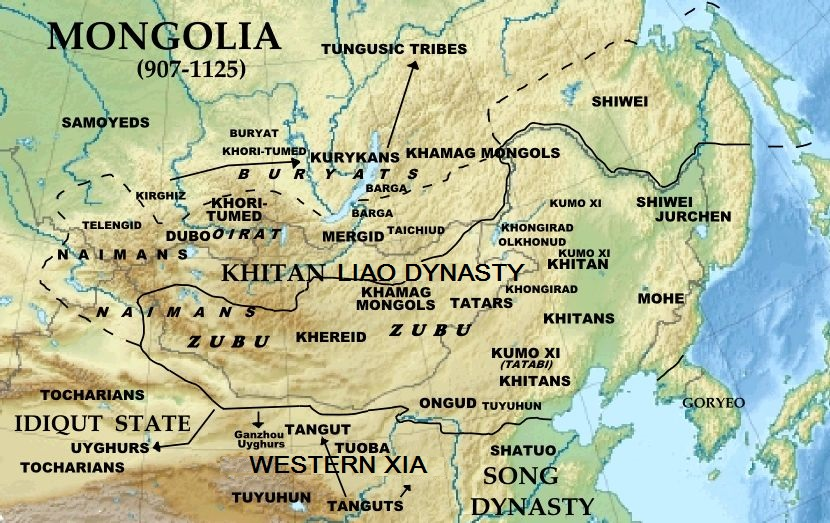
Киданьский каганат в 1000 г.

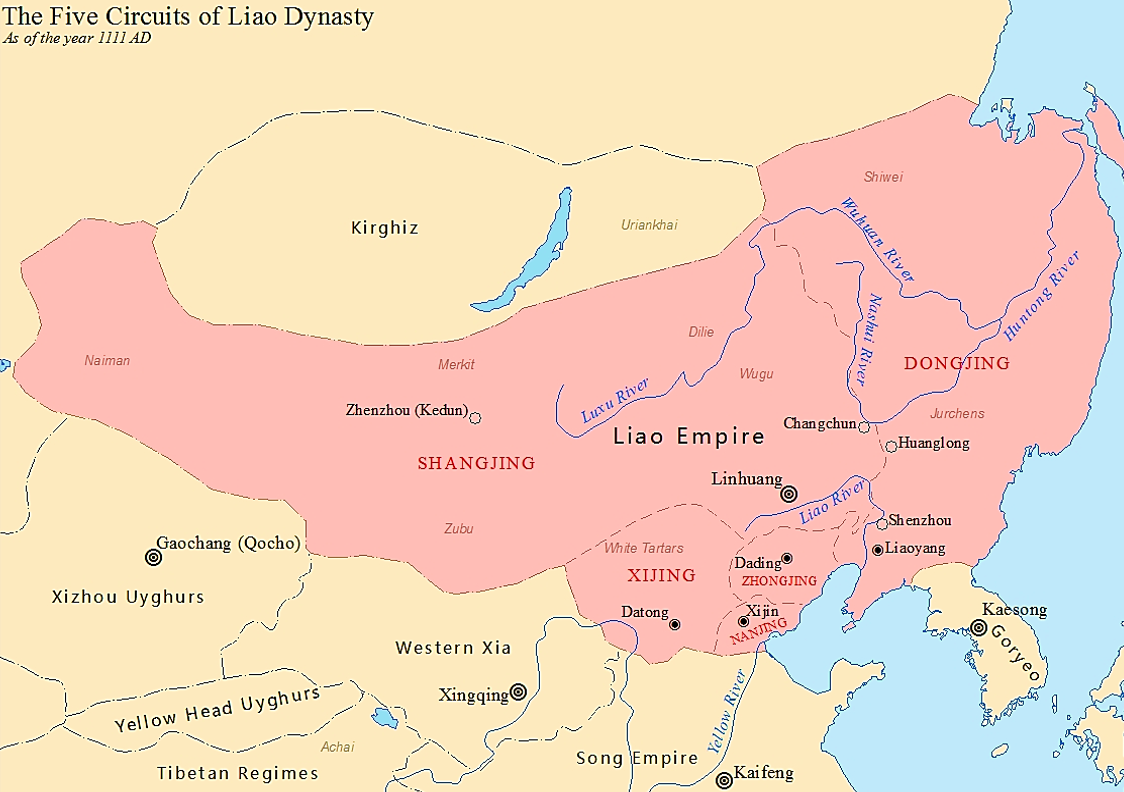
Империя Ляо в 1111 г.

| Храмовое имя (мяо хао 廟號 miàohào)                                                                     | Посмертное имя (Ши хао 諡號 shìhào) | Личное имя                                           | Годы правления | Девиз правления (нянь хао 年號 niánhào) и их продолжительность |
| --- | ----------------------------------- | ---------------------------------------------------- | -------------- | --- |
| Именование: «Ляо» + храмовое имя, кроме Ляо Тяньцзо-ди который записывается, как «Ляо» + посмертное имя |                                     |                                                      |                | |
| Тай-цзу (太祖 Tàizǔ)                                                                                    | Шэнь Тянь Хуанди 升天皇帝           | Елюй Абаоцзи (耶律阿保機 Yēlǜ Ābǎojī)                | 907-926        | Шэньцэ (神冊 Shéncè) 916—922 Тяньцзань (天贊 Tiānzàn) 922—926 |
| Тай-цзун (太宗 Tàizōng)                                                                                 | Сяо У Хуанди                        | Елюй Дэгуан (耶律德光 Yēlǜ Déguāng)                  | 926-947        | Тяньсянь (天顯 Tiānxiǎn) 926—937 Хуэйтун (會同 Huìtóng) 937—947 Датун (大同 Dàtóng) 947 |
| Ши-цзун (世宗 Shìzōng)                                                                                  | Тянь Шо Хуанди                      | Елюй Жуань (耶律阮 Yēlǜ Ruǎn)                        | 947-951        | Тяньлу (天祿 Tiānlù) 947—951 |
| Му-цзун (穆宗 Mùzōng)                                                                                   |                                     | Елюй Цзин (耶律璟 Yēlǜ Jǐng), детское имя Елюй Шулюй | 951-969        | Инли (應曆 Yìnglì) 951—969 |
| Цзин-цзун (景宗 Jǐngzōng)                                                                               |                                     | Елюй Сиань (耶律賢 Yēlǜ Xián)                        | 969-982        | Баонин (保寧 Bǎoníng) 969—979 Цяньхэн (乾亨 Qiánhēng) 979—982 |
| Шэн-цзун (聖宗 Shèngzōng)                                                                               | Вэнь У Да Сяо Хуань Хуанди          | Елюй Лунсюй (耶律隆緒 Yēlǜ Lóngxù)                   | 982-1031       | Цяньхэн (乾亨 Qiánhēng) 982 Тунхэ (統和 Tǒnghé) 983—1012 Кайтай (開泰 Kāitài) 1012—1021 Тайпин (太平 Tàipíng) 1021—1031                                                                                             |
| Син-цзун (興宗 Xīngzōng)                                                                                | Сяо Чжэн Хуанди                     | Елюй Цзунчжэнь (耶律宗真 Yēlǜ Zōngzhēn)              | 1031-1055      | Цзинфу (景福 Jǐngfú) 1031—1032 Чунси (重熙 Chóngxī) 1032—1055 |
| Дао-цзун (道宗 Dàozōng)                                                                                 |                                     | Елюй Хунцзи (耶律洪基 Yēlǜ Hóngjī)                   | 1055-1101      | Циннин (清寧 Qīngníng) 1055—1064 Сяньюн (咸雍 Xiányōng) 1065—1074 Тайкан (太康 Tàikāng) или Дакан (大康 Dàkāng) 1075—1084 Даань (大安 Dà'ān) 1085—1094 Шоучан (壽昌 Shòuchāng) или Шоулун (壽隆 Shòulóng) 1095—1101 |
| | Тяньцзо-ди (天祚帝 Tiānzuòdì)       | Елюй Яньси (耶律延禧 Yēlǜ Yánxǐ)                     | 1101-1125      | Цяньтун (乾統 Qiántǒng) 1101—1110 Тяньцин (天慶 Tiānqìng) 1111—1120 Баода (保大 Bǎodà) 1121—1125 |

## Погребения
Археологами раскопано значительное количество ляоских склепов. Характерно трупоположение с характерным инвентарём: погребальные маски, резные деревянные саркофаги, проволочные погребальные костюмы. На стенах склепов делали фрески, которые дают информацию о повседневной жизни киданей. Вход в типичный склеп делался на юг, юго-восток. Для ляоских китайцев характерно трупосожжение.

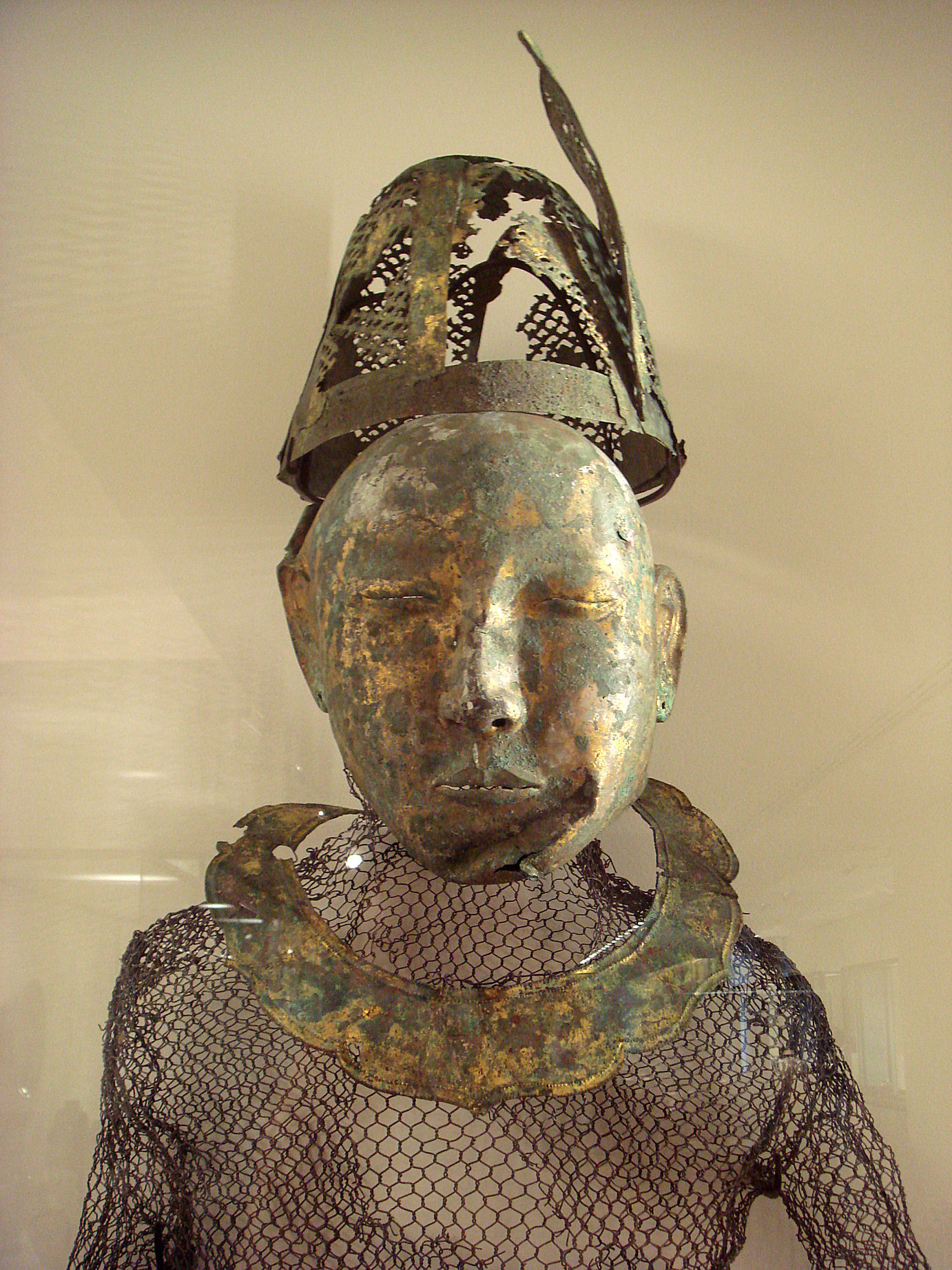
Киданьская погребальная маска вместе с частью проволочного костюма

Мавзолеи киданьских императоров характеризовались наземными поминальными храмами. Вокруг часто строились защитные стены с воротами. Погребальная камера облицовывалась изнутри деревянными брусьями, так что погребальная камера напоминала юрту. Деревянный саркофаг, при этом мог делаться по модели дома: с ложными дверьми, окошками, покатой крышей. к потолку или на стены вешали бронзовые зеркала.
Подготовка тела знатного киданя к погребению начиналась с удаления внутренностей и набивания тела ароматическими веществами. Кровь из вен удаляли. На лицо помещалась золотая или серебряная маска, тело одевалось в проволочный костюм, предотвращающий распад трупа. Судя по письменным источникам и находкам костей у киданей бывали и человеческие жертвоприношения: вдова Абаоцзи — Шулюй должна была по обычаю последовать за мужем в могилу, но она соблюла обычай отрубив себе руку. В 983 вместе с Цзин-цзуном закололи и погребли двух его приближённых.

## Основные исторические источники
Важнейшим источником по истории киданей является Ляо ши — История династии Ляо, одна из 24 официальных династийных историй. Она была составлена в 1343 году коллективом из 23 авторов под редакцией Тогто при дворе монгольской по происхождению династии Юань. Полностью хроника состоит из 116 глав-цзюаней. Среди источников Ляо ши первое место занимают записки о деяниях киданьских императоров, собранные Елюй Янем. В 1639 году Ляо ши была переведена на маньчжурский язык и издана тиражом в 300 экз. под названием «Дайляо гуруни судури». Дополнения и исправления к Ляо ши (весьма неполной) были собраны и опубликованы Ли Эи и Ян Фуцзи под заглавием «Ляо ши ши и» («Подборка пропущенного в истории династии Ляо») и «Ляо ши шии бу» ("Дополнение к сочинению «Подборка пропущенного в истории династии Ляо»). Маньчжурский текст лёг в основу русского перевода: «История Железной империи».
Другим источником является «Цидань го чжи» — «История государства киданей» авторства южносунского историка Е Лунли. В 1979 году история была переведена на русский язык.
Также есть выдержки из китайских историй, относящиеся к различным иноземным народа, включая киданей, опубликованные Н. Я. Бичуриным.